# Eleição municipal de Juazeiro em 2024
 A eleição municipal da cidade brasileira de Juazeiro ocorreu em 6 de outubro de 2024 para eleger um prefeito, um vice-prefeito e 21 vereadores que serão responsáveis pela administração da cidade baiana no mandato a se iniciar em 1° de janeiro de 2025 e com término em 31 de dezembro de 2028. A prefeita titular é Suzana Ramos, do PSDB. Pela legislação eleitoral, Suzana Ramos está apta para disputar a reeleição. Andrei ( MDB ) foi eleito com 48,85% dos votos, após derrotar o candidata Suzana ( PSDB ).

## Calendário eleitoral
| Início        | Fim           | Atividades | Status    |
| ------------- | ------------- | --- | --------- |
| 7 de março    | 5 de abril    | Janela partidária para vereadores trocarem de partido visando concorrer às eleições sem perder o mandato. | Realizado |
| 6 de abril    | 6 de abril    | Data-limite para todas as legendas e federações partidárias obterem o registro dos estatutos no TSE e para todos os candidatos terem domicílio eleitoral na circunscrição em que desejam disputar as eleições com a filiação deferida pelo partido. | Realizado |
| 15 de maio    | 15 de maio    | Início da campanha de arrecadação prévia de recursos na modalidade de financiamento coletivo para pré-candidatos, sem realização de pedidos de voto e obedecendo a regras relativas à propaganda eleitoral na Internet.                             | Realizado |
| 20 de julho   | 5 de agosto   | Realização de convenções partidárias para deliberar sobre coligações e escolher candidatos às prefeituras e aos cargos de vereador. Os partidos têm até 15 de agosto para registrar os nomes na Justiça Eleitoral.                                  | Realizado |
| 16 de agosto  | 16 de agosto  | Início das campanhas eleitorais de forma igualitária, podendo qualquer publicidade ou manifestação com pedido explícito de voto antes da data ser considerada irregular e multada.                                                                  | Realizado |
| 30 de agosto  | 3 de outubro  | Veiculação da propaganda eleitoral gratuita no rádio e na televisão. | Realizado |
| 6 de outubro  | 6 de outubro  | Realização do primeiro turno das eleições municipais. | Realizado |
| 11 de outubro | 25 de outubro | Veiculação da propaganda eleitoral gratuita no rádio e na televisão para o segundo turno. | Realizado |
| 27 de outubro | 27 de outubro | Realização de um eventual segundo turno nas cidades com mais de 200 mil eleitores em que o candidato a prefeito mais votado não tenha atingido a metade mais um dos votos válidos.                                                                  | Realizado |

## Candidatos à prefeitura
| Nº | Prefeito(a)    | Prefeito(a)       | Prefeito(a)       | Vice-prefeito(a) | Vice-prefeito(a) | Vice-prefeito(a)  | Vice-prefeito(a)  | Coligação Partido(s)                                                                            | Ref.  |
| Nº | Candidato(a)   | Partido Federação | Cargos relevantes | Candidato(a)     | Candidato(a)     | Partido Federação | Cargos relevantes | Coligação Partido(s)                                                                            | Ref.  |
| -- | -------------- | ----------------- | ----------------- | ---------------- | ---------------- | ----------------- | ----------------- | ----------------------------------------------------------------------------------------------- | ----- |
| 11 | Márcio Jandir  | PP                |                   |                  | Cida Gama        | PP                |                   | Juazeiro de Toda Gente PP, AGIR                                                                 | [ 5 ] |
| 15 | Andrei         | MDB               |                   |                  | Tiano Félix      | PT FE Brasil      |                   | O Futuro Chegou MDB, FE Brasil (PT, PCdoB, PV), Fed. PSOL REDE, PSB, PODE, Avante               | [ 6 ] |
| 45 | Suzana Ramos   | PSDB              |                   |                  | Vitória Bandeira | Solidariedade     |                   | Aliança Por Juazeiro Fed. PSDB Cidadania, Solidariedade, UNIÃO, Republicanos, PDT, PL, DC, PRTB | [ 7 ] |
| 55 | Celso Carvalho | PSD               |                   |                  | Coronel Anselmo  | PSD               |                   | Sem coligação                                                                                   | [ 8 ] |

### Desistências e impugnações
| Candidato(a)    | Partido Federação | Notas                                                                                                   | Referências                                     |
| --------------- | ----------------- | --- | ----------------------------------------------- |
| Isaac Carvalho  | PT FE Brasil      | Candidatura Indeferida pelo TJ-BA por improbidade administrativa decretada ao ex-prefeito em 2022       | [ 9 ] [ 10 ] [ 11 ] [ 12 ] [ 13 ] [ 14 ] [ 15 ] |
| Cirineu Ribeiro | PP                | Desistiu da candidatura em função da decisão do diretório municipal em apoiar a atual prefeita, do PSDB | [ 16 ]                                          |

## Resultados
| Candidato(a)             | Vice                           | 1º turno | 1º turno    |
| Candidato(a)             | Vice                           | Votação  | Votação     |
| Candidato(a)             | Vice                           | Total    | Percentagem |
| ------------------------ | ------------------------------ | -------- | ----------- |
| Andrei (MDB)             | Tiano Felix (PT)               | 61.163   | 48,85%      |
| Suzana Ramos (PSDB)      | Vitoria Bandeira Solidariedade | 56.926   | 45,47%      |
| Celso Carvalho (PSD)     | Coronel Anselmo(PSD)           | 6.759    | 5,39%       |
| Márcio Jandir(PP)        | Cida Gama (PP)                 | 367      | 0,29%       |
| → Total de votos válidos | → Total de votos válidos       | 125.206  | 93,26%      |
| → Votos em branco        | → Votos em branco              | 3.342    | 2,49%       |
| → Votos nulos            | → Votos nulos                  | 5.713    | 4,26%       |
| Total                    | Total                          | 134.261  | 83,56%      |
| Abstenções               | Abstenções                     | 26.413   | 16,44%      |
| Total de inscritos       | Total de inscritos             | 160.673  | 100%        |

Gráfico em barra
| Partido | Partido | Candidato      | Votos   | Votos (%) |
| ------- | ------- | -------------- | ------- | --------- |
|         | MDB     | Andrei         | 61 163  | 48,85%    |
|         | PSDB    | Suzana         | 56 926  | 45,46%    |
|         | PSD     | Celso Carvalho | 6 759   | 5,4%      |
|         | PP      | Márcio Jandir  | 367     | 0,29%     |
| Totais  | Totais  | Totais         | 125 215 |           |
| Fonte:  |         |                |         |           |